# Anselmo Pucci
Anselmo Pucci (Palaia, 3 febbraio 1923 – Pisa, 25 marzo 1998) è stato un politico e sindacalista italiano.

## Biografia
Impegnato sindacalmente nella CGIL, dal 1956 al 1957 fa parte della segreteria provinciale pisana. 
Con il Partito Comunista Italiano nel 1958 viene eletto alla Camera dei Deputati, restando in carica fino al 1963. Dal 1962 al 1970 è Presidente della Provincia di Pisa. In tale anno viene eletto alle prime elezioni del consiglio regionale della Toscana, confermando il proprio seggio anche nel 1975; rimase in carica fino al 1980.
Muore all'età di 75 anni nel febbraio del 1998.